# بردی (دهلران)
بردی، روستایی در دهستان سید ابراهیم بخش زرین‌آباد شهرستان دهلران در استان ایلام ایران است. این روستا، مرکز دهستان سید ابراهیم است.

## جمعیت
بر پایه سرشماری عمومی نفوس و مسکن در سال ۱۳۹۵، جمعیت این روستا برابر با ۷۷۱ نفر (۲۱۰ خانوار) بوده‌است.